# Simulium rubzovium
Simulium rubzovium är en tvåvingeart som först beskrevs av Ivashchenko 1978.  Simulium rubzovium ingår i släktet Simulium och familjen knott. Inga underarter finns listade i Catalogue of Life.